# Macarani
Macarani este un oraș în statul Bahia (BA) din Brazilia.